# Dwergsirenen
Dwergsirenen (Pseudobranchus) zijn een geslacht van salamanders uit de familie sirenen (Sirenidae). De groep werd voor het eerst wetenschappelijk beschreven door John Edward Gray in 1825. Later werd de wetenschappelijke naam Parvibranchus gebruikt.
Er zijn twee soorten die voorkomen in de Verenigde Staten, van South Carolina tot Florida.

## Taxonomie
Geslacht Pseudobranchus
- Soort Pseudobranchus axanthus
- Soort Pseudobranchus striatus – Gestreepte dwergsirene